# Madom Gröss
Der Madom Gröss (2741 m ü. M.; ital. Madone Grosso) ist ein Berg in den Lepontinischen Alpen im Tessin. Er bildet, nach dem Pizzo Campo Tencia und dem Pizzo Barone, die dritthöchste Erhebung der Bergkette, die das Verzascatal im Südwesten von der Leventina und der Riviera im Nordosten bzw. Osten trennt. Mit dem Pizzo di Mezzodi (im Norden) und dem Pizzo Cramosino (im Südosten) sind dem Madom Gröss zwei nur geringfügig niedrigere Gipfel benachbart. 
Der Madom Gröss ist der höchste Gipfel, der auf der Via Alta della Verzasca überschritten wird. Die Besteigung erfolgt üblicherweise über den vom Pizzo Cramosino kommenden Grat oder über ein steiles Couloir in der Ostflanke (mit Kletterpassagen im I. bis II. Grad).